# Wagholi
Wagholi es una  ciudad censal situada en el distrito de Pune en el estado de Maharashtra (India). Su población es de 33479 habitantes (2011). Se encuentra a 15 km de Pune.

## Demografía
Según el censo de 2011 la población de Wagholi era de 33479 habitantes, de los cuales 17767 eran hombres y 15712 eran mujeres. Wagholi tiene una tasa media de alfabetización del 85,14%, superior a la media estatal del 82,34%: la alfabetización masculina es del 89,76%, y la alfabetización femenina del 79,92%.